# Hesselø
Hesselø es una pequeña isla de Dinamarca, perteneciente al municipio de Halsnæs, en la región Capital. La isla está situada en el Kattegat, a cerca de 25 km al norte de Selandia, y ocupa un área de 0,71 km².
La isla recibe su nombre de la foca común (en danés, sæl), que antiguamente eran muy comunes en esta isla.
Desde que el faro fue automatizado, en el año 1955, la población de la isla ha descendido de 16 a 2 (2000).
- Datos: Q1615765
- Multimedia: Hesselø / Q1615765